# The Deep End of the Ocean
The Deep End of the Ocean (En lo profundo del océano en España, El lado profundo del mar en Hispanoamérica) es una película estadounidense de 1999, del género melodrama, dirigida por Ulu Grosbard, protagonizada por Michelle Pfeiffer, Treat Williams, Whoopi Goldberg, Ryan Merriman, Alexa Vega y Brenda Strong en los papeles principales. El guion fue escrito por Stephen Schiff y se basa en la novela homónima de Jacquelyn Mitchard.

## Argumento
Beth llega al hotel donde se va a celebrar una reunión de antiguos alumnos. El hall del hotel está atiborrado de personas, y Beth deja a su hijo mayor al cuidado del menor mientras los pierde de vista por un momento. Ben, su hijo de tres años, desaparece. La desesperación de Beth comienza en el momento de la desaparición de su hijo menor, y así pasan días y años, con resultados negativos sobre la devastada familia.  Varios años más tarde, los Cappadora se van a otra ciudad a abrir un restaurante, y a Beth le parece ver su propio hijo desaparecido hacía más de una década, en el chico que corta el césped de su patio trasero. ¿Podría ser él? Con la ayuda de una tenaz detective de policía, Beth, su marido Pat y su problemático hijo adolescente Vincent ven cómo la familia vuelve a estar completa con la reaparición de Ben, que ahora se llama Sam y que ha sido educado por su cariñoso padre adoptivo, George.

## Premios
Los dos niños de la película vieron sus trabajos galardonados:
- Jonathan Jackson ganó el premio al mejor actor en los Young Hollywood Awards.
- Ryan Merriman ganó el premio al mejor actor de reparto en los Young Artist Awards.
- Jonathan Jackson y Ryan Merriman estuvieron nominados en los YoungStar Awards en la categoría de película dramática.